# ギヨーム・ド・マショー
ギヨーム・ド・マショー（Guillaume de Machaut, 1300年頃 - 1377年4月13日）は、14世紀フランスのランス生まれの作曲家、詩人。アルス・ノーヴァを代表する作曲家である。代表作は『ノートルダム・ミサ曲』。

## 生涯
厳密な生年は不明だが1300年から1305年の間に生まれた。シャンパーニュ地方ランス近郊のマショーの貴族出身。聖職者になるための教育を受ける。
ボヘミア王兼ルクセンブルク伯ヨハンの秘書となり、ヨハンの兵と共にイタリア、ハンガリー、ボヘミア、シレジア、プロイセン、ポーランド、リトアニアなどヨーロッパ各地に赴いた。この間、ヨハンよりヴェルダン、アラス、サン・カンタン、さらに1334年もしくは1337年にランスのノートルダム大聖堂（司教座聖堂）参事会員等の名誉職を得た。
1346年、百年戦争初期のクレシーの戦いでヨハンが戦死すると、後のフランス国王ジャン2世（1350年 - 1364年）の妃であるヨハンの娘ボンヌに仕え、居をランスに定めて終生ここから動かなかった。
その後、1364年からフランス国王になったノルマンディー公シャルル（フランス王シャルル5世）、同じくジャン2世の末子でブルゴーニュ公になったフィリップ（豪胆公）、ナバラ王カルロス2世、サヴォイア伯アメデーオ6世、華麗な時祷書で知られるベリー公ジャンなど多くのパトロンに仕えた。
1349年のペスト（黒死病）大流行の後、自作品を集大成し、これらは数冊の『マショー写本』として残されている。1359年 - 1360年には、ペスト禍が納まって再び始まった百年戦争のランス包囲戦を経験している。
1377年4月、ランスにて死去。ノートルダム大聖堂に葬られた。

## 作品
アルス・ノーヴァの代表的作曲家であり、複雑化したリズムの音楽を作った。
マショーは聖職者であったにも関わらず、80年近い生涯に残した音楽作品は典礼のための宗教曲よりも、宮廷風の愛や、世相を歌った世俗曲に比重が占められている。
マショーの最も有名な作品は『ノートルダム・ミサ曲』で、ノートルダムとはフランス語で「我らの貴婦人」つまり聖母マリアを指し、この作品は「聖母マリアのミサ曲」である。6章のミサ通常文が一人の作曲家によって作曲された最初の作品とされる点で歴史的に重要である。
他の宗教曲としてはモテット（モテトゥス）が重要である。23曲のうち6曲はラテン語典礼文で、残りは世俗的な歌詞をもつ。
『ダヴィデのホケトゥス』はイソリズムの技術に基づく作品であり、複雑なリズムを持つ魅力的な作品である。器楽曲とされるが、声楽によっても演奏可能である。「ホケトゥス」とは「音楽のしゃっくり」を意味し、2人の歌い手が1音1音交互に歌う部分を指す。
世俗作品としては、レー、ヴィルレー、バラード、ロンドーなど単声（モノフォニー）および多声（ポリフォニー）の歌曲（シャンソン）を多く残している。逆行カノンの3声のロンドー『わが終わりはわが初め』などがある。
詩人としては、老マショーを慕って彼の元を訪れた19歳の若い女性、ペロンヌ・ダルマンティエールとのプラトニックな老年の恋を歌った『真実の物語』（Le Voir Dit）が有名である。

### 主要作品
- ノートルダム・ミサ曲（Messe de Notre Dame）
- 「ダヴィデのホケトゥス」（Hoquetus David）
- モテット「婦人よあなたです、私に喜びの苦痛を与えているのは」（Dame, je sui cilz）
- モテット「ああ、この苦しみ！どうして忘れられよう 」（Lasse! comment oublieray）
- モテット「運命女神の約束に」（Qui es promesses）
- ロンドー「わが終わりはわが始めなり」（Ma fin est mon commencement）
- ロンドー「ばらよ、ゆりよ、春よ、緑よ」（Rose, liz, printemps, verdure）
- バラード「あらゆる花のうち」（De toutes flours）
- バラード「恋が私を焦がれさせ」（Amours me fait desirer）
- ヴィルレー「甘き淑女よ」（Douce dame jolie）
- ヴィルレー「私は幸福な人生を送れるはずだ」（Je vivroie liement）